# Torvald
Torvald  eller Thorvald är ett mansnamn med fornnordiskt ursprung. Det förekommer som runstensnamn och är bildat av gudanamnet Tor och vald - "härskare". 
Torvald tillhör de namn som populariserades genom 1800-talets nationalromantik och var inte helt ovanligt under första halvan av 1900-talet. Bland dagens pojkar förekommer det nästan uteslutande som andranamn.
Det fanns 31 december 2014 totalt 2 268 personer i Sverige med förnamnet Torvald, Thorvald, Torwald och Thorwald, varav 409 hade det som tilltalsnamn. År 2003 fick 5 pojkar namnet, varav ingen som tilltalsnamn.
Namnsdag: 17 juni  (sedan 1993, 1986-1992 26 februari). I den finlandssvenska namnsdagslängden har Torvald namnsdag 27 mars sedan starten 1929, då en egen namnsdagskalender togs i bruk för finlandssvenskar.

## Personer med namnet Torvald/Torwald/Thorvald/Thorwald
- Thorwald Alef (1896–1974), svensk målare och skulptör
- Torvald Andersson (1914–1982), svensk flygare
- Thorwald Bergquist (1899–1972), svensk generaldirektör, statsråd och landshövding
- Torvald Eriksson, son till Erik Röde
- Torvald Gahlin (1910–2006), svensk skämttecknare
- Thorvald Gjerdrum (1921–2017), norsk fartygskonstruktör
- Thorvald Hansen (1847–1915), dansk trumpetare
- Torwald Hesser (1917–2004), svensk jurist
- Torvald Hjaltason, isländsk skald under 900-talet
- Torvald Höjer den äldre (1876–1937), svensk historiker och statstjänsteman
- Torvald Höjer den yngre (1906–1962), svensk historiker och professor
- Torvald Johansson (född 1955), svensk domkyrkoorganist
- Torvald Karlbom (1901–1980), svensk ordförande för ABF
- Thorvald Klaveness (1844–1915), norsk präst
- Thorvald Källstad (1918–1989), svensk pastor, professor och riksdagsledamot (FP)
- Thorvald Køhl (1852–1931), dansk astronom, lärare och författare
- Thorvald Köhlin (1854–1927), svensk maskiningenjör och riksdagsman
- Thorwald Olsson (född 1942), svensk journalist
- Thorvald Rasmussen (1850–1919), svensk konstnär
- Thorvald Rygaard (1872–1939), dansk-svensk konstnär och gallerist
- Thorvald Stoltenberg (1931–2018), norsk politiker och FN-sändebud, utrikes- och försvarsminister i Norge
- Torvald Sund (född 1952), norsk författare

## Fiktiva
Torvald Helmer, rollfigur i Ett dockhem